# Johannes van Overbeek
Johannes van Overbeek, född den 14 april 1973 i Sacramento är en amerikansk racerförare.